# Psilochorema leptoharpax
Psilochorema leptoharpax är en nattsländeart som beskrevs av Mcfarlane 1951. Psilochorema leptoharpax ingår i släktet Psilochorema och familjen Hydrobiosidae. Inga underarter finns listade i Catalogue of Life.